# Hydromanicus aphareus
Hydromanicus aphareus là một loài Trichoptera trong họ Hydropsychidae. Chúng phân bố ở miền Ấn Độ - Mã Lai.